# Свободен да те обичам
„Свободен да те обичам“ (на испански: Libre para amarte) е мексиканска теленовела, режисирана от Хорхе Анхел Гарсия и Хуан Карлос де Йака, и продуцирана от Емилио Лароса за Телевиса през 2013 г. Адаптация е на колумбийския сериал Los canarios от 2011 г., създаден от Джони Ортис, Ектор Родригес и Сесар Аугусто Бетанкур, и лицензиран от колумбийската компания Caracol Televisión.
В главните роли са Глория Треви, Габриел Сото и Едуардо Сантамарина, а в отрицателните – Лус Елена Гонсалес и Хари Гейтнер. Специално участие взема първата актриса Жаклин Андере.

## Сюжет
Аурора Валенсия е млада жена, която се изправя с решителност пред предизвикателствата и несгодите, поднесени от живота. с решителност и решителност. Основната ѝ черта е, че нищо не може да я победи. Аурора живее с дъщеря си, Бланкита, и баща си, Вирхилио. Аурора работи като шофьор на такси и инструктор във фитнес зала. Рамон, приятелят на Аурора, живее с майка си, Амелия. Той е измамник, но очарователен измамник, който постоянно има приятелка, както във възход, така и в падение, но винаги ще открие начин, с който да задържи любовта си. След като завършва магистърската си степен по икономика в Лондон, Енрике, синът на дон Сакариас дел Пино, собственик на таксиметрова стоянка, се завръща в Мексико и, когато се качва в таксито на Аурора. Постепенно между тях се развиват чувствата, но ще трябва да преодолеят пречките по пътя към щастието – от една страна е Рамон, а от друга – Ромина, капризна жена, с която Енрике се е запознал в Лондон.

## Актьори
Част от актьорския състав:
- Глория Треви – Аурора Валенсия Флорес
- Габриел Сото – Енрике дел Пино
- Едуардо Сантамарина – Рамон Сотомайор Ласкурайн
- Лус Елена Гонсалес – Ромина Монтенегро Перес
- Хари Гейтнер – Наполеон Вергара
- Хесус Очоа – Сакариас дел Пино
- Консуело Дувал – Адела Диас Гранадос
- Хорхе Мунис – Бенхамин Ернандес Алпуче
- Клаудия Тройо – Оливия Гарса Леон
- Лени де ла Роса – Херардо Хименес
- Габриела Карийо – Мириам Медина
- Жаклин Андере – Амелия Ласкурайн вдовица де Сотомайор
- Луис Баярдо – Вирхилио Валенсия
- Норма Ласарено – Мария Тереса Ласкурайн
- Едуардо де ла Гарса Кастро – Себастиан
- Наталия Гереро – Джина Аристисабъл
- Елена Гереро – Флоренсия
- Хоана Бенедек
- Силвия Валдес
- Ирина Ареу
- Умберто Елисондо – Тибурсио
- Виктор Нориега – Петер Орнелас
- Моника Санчес – Самира
- Салвадор Сербони – Норберто

## Премиера
Премиерата на Свободен да те обичам е на 17 юни 2013 г. по Canal de las Estrellas. Последният 106. епизод е излъчен на 10 ноември 2013 г.

## Награди и номинации
Награди TVyNovelas 2014
| Категория             | Личност    | Резултат |
| --------------------- | ---------- | -------- |
| Най-добър пръв актьор | Хесус Очоа | Печели   |

Награди Bravo 2014
| Категория                      | Личност             | Резултат |
| ------------------------------ | ------------------- | -------- |
| Най-добър актьор в главна роля | Едуардо Сантамарина | Печели   |
| Най-добро мъжко откритие       | Лени де ла Роса     | Печели   |

## Версии
- Свободен да те обичам е адаптация на колумбийския сериал Los canarios, продуциран от Caracol Televisión през 2011 г., с участието на Алина Лосано и Луис Едуардо Аранго.